# Tachyancistrocerus komarowi
Tachyancistrocerus komarowi är en stekelart som först beskrevs av Moravitz 1885.  Tachyancistrocerus komarowi ingår i släktet Tachyancistrocerus och familjen Eumenidae.

## Underarter
Arten delas in i följande underarter:
- T. k. derufata
- T. k. bushirensis